# Arcitalitrus thora
Arcitalitrus thora is een vlokreeftensoort uit de familie van de Talitridae. De wetenschappelijke naam van de soort is voor het eerst geldig gepubliceerd in 2006 door Peart & Lowry.